# Junior Walker
Autry DeWalt Mixon Jr. (14 de junio de 1931-23 de noviembre de 1995), conocido profesionalmente como Junior Walker, fue un multiinstrumentista estadounidense (principalmente saxofonista y vocalista) que grabó para Motown durante la década de 1960. También actuó como saxofonista de sesión y en directo con la banda Foreigner durante la década de 1980.

## Primeros años
Walker nació como Autry DeWalt Mixon Jr. el 14 de junio de 1931 en Blytheville, Arkansas, pero creció en South Bend, Indiana. Empezó a tocar el saxofón cuando estaba en el instituto, y su estilo de saxofón fue el ancla del sonido de las bandas en las que tocó posteriormente.

## Carrera[1]
Su carrera comenzó cuando creó su propia banda a mediados de la década de 1950 como los Jumping Jacks. Su viejo amigo y batería Billy Nicks (1935-2017) formó su propio grupo, los Rhythm Rockers. Periódicamente, Nicks participaba en los espectáculos de los Jumping Jack, y Walker lo hacía en los de los Rhythm Rockers.
Nicks consiguió un trabajo permanente en una cadena de televisión local de South Bend, Indiana, y pidió a Walker que se uniera a él y al teclista Fred Patton de forma permanente. Nicks pidió a Willie Woods (1936-1997), un cantante local, que actuara con el grupo; Woods aprendería a tocar la guitarra. Cuando Nicks fue reclutado por el ejército de los Estados Unidos, Walker convenció a la banda para que se trasladara de South Bend a Battle Creek, Míchigan. Mientras actuaban en Benton Harbor, Walker encontró un batería, Tony Washington, para sustituir a Nicks. Finalmente, Fred Patton dejó el grupo y Victor Thomas entró en él. El nombre original, The Rhythm Rockers, se cambió a "The All Stars". El estilo de Walker se inspiraba en el jump blues y en el primer R&B, especialmente en músicos como Louis Jordan, Earl Bostic e Illinois Jacquet.
El grupo fue visto por Johnny Bristol, y en 1961 los recomendó a Harvey Fuqua, que tenía su propio sello discográfico. Una vez que el grupo empezó a grabar en el sello de Harvey, su nombre se cambió a Jr. Walker All Stars. El nombre volvió a modificarse cuando los sellos de Fuqua fueron adquiridos por Berry Gordy, de Motown, y Jr. Walker & the All Stars se convirtieron en miembros de la familia Motown, grabando para su sello Soul en 1964.
Los miembros de la banda cambiaron tras la adquisición del sello Harvey. Tony Washington, el batería, dejó el grupo y se incorporó James Graves. Su primer y emblemático éxito fue "Shotgun", escrito y compuesto por Walker y producido por Berry Gordy, que contó con la participación de James Jamerson, de The Funk Brothers, en el bajo y de Benny Benjamin en la batería. "Shotgun" alcanzó el número 4 en el Billboard Hot 100 y el número 1 en la lista de R&B en 1965, y le siguieron muchos otros éxitos, como "(I'm a) Road Runner", "Shake and Fingerpop" y los remakes de dos canciones de la Motown "Come See About Me" y "How Sweet It Is (To Be Loved by You)", que habían sido éxitos de The Supremes y Marvin Gaye respectivamente. En 1966, Graves se marchó y fue sustituido por su antiguo compañero Billy "Stix" Nicks, y los éxitos de Walker continuaron a buen ritmo con temas como "I'm a Road Runner" y "Pucker Up Buttercup".
En 1969, el grupo tuvo otro éxito que entró en el top 5, "What Does It Take (To Win Your Love)". Una reunión de control de calidad de la Motown rechazó esta canción para su lanzamiento como sencillo, pero los DJs de las emisoras de radio la hicieron popular, lo que hizo que la Motown la lanzara como sencillo, con lo que alcanzó el n.º 4 en el Hot 100 y el n.º 1 en la lista de R&B. A partir de ese momento, Walker cantó más en los discos que al principio de su carrera y consiguió varios éxitos más en el Top 10 de R&B en los años siguientes, el último de ellos en 1972. En 1970 realizó una gira por el Reino Unido con el batería Jerome Teasley (Wilson Pickett), el guitarrista Phil Wright (hermano de Betty "Clean Up Woman" Wright), el teclista Sonny Holley (The Temptations) y el joven bajista de Liverpool UK Norm Bellis (Apple). La banda tocó en dos locales en cada una de las 14 noches. El final fue en The Valbonne, en el West End de Londres. Se les unió en el escenario The Four Tops para un set improvisado. En 1979, Walker se lanzó en solitario, disolviendo a los All Stars, y fue contratado por el sello Whitfield Records de Norman Whitfield, pero no tuvo tanto éxito en solitario como con los All Stars en su etapa en la Motown.
Walker volvió a formar los All Stars en la década de 1980. El 11 de abril de 1981, Walker fue el invitado musical en el final de temporada de Saturday Night Live. El álbum 4 de Foreigner de 1981 incluía un solo de saxo de Walker en "Urgent". Más tarde grabó su propia versión de la canción para el álbum Blow the House Down de All Stars de 1983. La versión de Walker también apareció en la película de Madonna Desperately Seeking Susan de 1985. En 1983, Walker volvió a firmar con la Motown. Ese mismo año, apareció como parte del especial de televisión Motown 25 que se emitió el 16 de mayo de 1983.
En 1988, Walker actuó junto a Sam Moore como la mitad del dúo ficticio de soul The Swanky Modes en la comedia Tapeheads. Se grabaron varias canciones para la banda sonora, entre ellas "Bet Your Bottom Dollar" y "Ordinary Man", producidas por el exmiembro de Blondie Nigel Harrison.

## Fallecimiento
Walker murió de cáncer a la edad de 64 años en Battle Creek, Míchigan, el 23 de noviembre de 1995. Está enterrado en el cementerio de Oak Hill, en Battle Creek, con una placa en la que figuran su nombre de nacimiento, Autry DeWalt Mixon Jr. y su nombre artístico.